# روجر غريلو
روجر غريلو (بالإنجليزية: Roger Grillo)‏ هو لاعب هوكي الجليد أمريكي، ولد في 1 فبراير 1964 في أبل فالي في الولايات المتحدة.

## وصلات خارجية
- روجر غريلو على موقع دوري الهوكي الوطني (الإنجليزية)
- روجر غريلو على موقع EliteProspects.com (الإنجليزية)
- روجر غريلو على موقع HockeyDB.com (الإنجليزية)